# 예안 김씨 가전계회도 일괄
예안 김씨 가전계회도 일괄(禮安 金氏 家傳契會圖 一括)은 부산광역시 동구에 있는 조선시대의 계회도이다. 2009년 4월 22일 대한민국의 보물 제1616호로 지정되었다.

## 개요
16세기에서 17세기 초반에 제작된 계회도(契會圖) 3점으로, 예안 김씨(禮安 金氏) 집안에 가전(家傳)되어 내려오던 것으로 추정된다.
<추관계회도(秋官契會圖)>는 추관(형조(刑曹)의 별칭) 소속 郎官들의 모임을 기념하기 위해 제작된 것으로, 형조의 낭관인 정5품 정랑4명과 정6품 좌랑4명으로, 정원이 모두 참여한 모임 장면을 그린 것이다. 예안 김씨 집안의 사람으로는 김사문(金士文)이 참여하였다. 16세기 중반 강변산수식(江邊山水式) 관청계회도의 전형을 보여주는 작품이며, 인물과 산수의 묘사가 매우 뛰어나다.
<기성입직사주도(騎省入直賜酒圖)>는 기성(병조(兵曹)의 별칭)에 입직한 이들에게 왕이 술을 내린 것을 기념하여 제작된 것이다. <추관계회도>와 같은 관청계회도 형식이며, 예안 김씨 집안의 사람으로는 김륵(金玏)이 참여하였다. 경복궁 내의 계회를 그린 것으로 보이는 이 그림은 16세기 중반 경복궁과 광화문의 모습을 사실적으로 묘사한 솜씨가 뛰어나 미술사적·건축사적 의미가 깊은 작품이다.
<금오계회도(金吾契會圖)>는 금오(의금부(義禁府)의 별칭)에 소속된 관원들이 계회를 열고 이를 기념하여 제작된 것으로, 예안 김씨 집안의 사람으로는 김지선(金止善)이 참여하였다. 임진왜란이 끝나고 그려진 17세기 극 초반의 계회도이지만 여전히 16세기 중반 계회도의 잔영을 반영하고 있다. 산수풍경은 물론 인물 묘사도 매우 소략할 뿐만 아니라 지극히 형식화되어 있어서 아직 새로운 형식이 나타나기 전에 임난 이전의 고식(古式) 계회도가 잔존하며 퇴영적인 양식이 나타나던 과정을 보여주는 대표적인 예 가운데 하나라고 할 수 있다.
이 3점의 계회도는 예안 김씨의 일문(一門) 삼대(三代)가 참여한 뒤 오래 동안 문중에서 같이 전해지며 장황(粧潢)도 거의 같이 계속 추가로 보수된 매우 희소하고 귀중한 사례이다.

## 같이 보기
- 계회도

## 참고 자료
- 예안 김씨 가전계회도 일괄 - 국가유산청 국가유산포털